# Clinteria nigra
Clinteria nigra är en skalbaggsart som beskrevs av Ernst Gustav Kraatz 1899. Clinteria nigra ingår i släktet Clinteria och familjen Cetoniidae. Inga underarter finns listade i Catalogue of Life.